# N'écoute pas les idoles
Singles de France Gall
Ne sois pas si bête
(1963) Les Rubans et la Fleur
(1964)
N’écoute pas les idoles est une chanson française écrite et composée par Serge Gainsbourg et interprétée par France Gall en 1964. La chanson fut reprise au Québec par Denise Brousseau.

## Fiche technique
- Titre : N'écoute pas les idoles
- Paroles et musique : Serge Gainsbourg
- Interprète d'origine : France Gall sur le super 45 tours Philips 434-874 BE
- Arrangements et direction musicale : Alain Goraguer
- Orchestre :
  - Piano : Alain Goraguer
  - Guitare : Léo Petit
  - Basse : Pierre Michelot
  - Batterie : Christian Garros
- Producteur : Denis Bourgeois
- Enregistrement : Studio Blanqui, Paris (13e arr.)
- Année de production : 1964
- Éditeur : Sidonie
- Parution : Mars 1964
- Durée : 1:46

## Thèmes et contexte
Même si France Gall, avec son premier 45 tours, s’est inscrite au hit-parade 1963 grâce à sa chanson de fille émancipée Ne sois pas si bête, son répertoire de débutante n’en demeure pas moins très conventionnel, l’adolescente mutine témoigne d’une candeur indiscutable.
Dès cette première chanson pour France, Serge Gainsbourg transgresse les limites du répertoire gentillet de la fillette chantante. N’écoute pas les idoles sous-entend que l’adolescente est déjà avertie des aventures amoureuses sans lendemain (qu’elle n’approuve cependant pas). Elle n’est plus la petite fille un peu nunuche de Ne sois pas si bête pour qui l’exploit était de donner ce conseil au garçon afin de recevoir (enfin !) un baiser…
D’autre part, l’adolescente de N’écoute pas les idoles est une schizophrène qui manipule le garçon, objet de son amour ou, plutôt, de son obsession ? :
Tu ne pourras

Plus écouter les idoles [elle-même]

Ça t’apprendra

Que moi seule je suis folle

Folle de toi
Lucien Rioux avait déjà relevé le paradoxe de cette chanson dans son étude consacrée à Gainsbourg en 1986.
Christian Eudeline, dans Jukebox magazine, effectue la même analyse : « C’est une fantastique chanson acidulée. […] Planant au-dessus de ses contemporains, Serge concocte ici pour France un morceau très humoristique où une fille demande à son petit copain de l’écouter à la place de toutes ces nymphettes qui envahissent les ondes. Bien évidemment, France ne précise pas qu’elle a le privilège de s’adresser à ce même garçon à travers la même radio. Il s’agit sans doute d’un moyen détourné utilisé par Gainsbourg pour se moquer des lolitas d’alors ! ».
Ce thème schizophrénique sera de nouveau exploité par Gainsbourg dans Poupée de cire poupée de son.
Musicalement, avec une orchestration minimaliste, mais intense, et une interprétation vocale très retenue, son exécution assure à cette chanson créée il a plus de 50 ans, la pérennité des œuvres abouties dont on dit qu’il n’y a rien à enlever et rien à ajouter.

## N’écoute pas les idolesen CD (compilations)
- 1992 - Poupée de son - Best of France Gall 1963-1968 (1 CD Polydor/Universal)
- 2001 - France Gall - Les années Philips 1963-1968 (Long Box 3 CD Polydor/Universal)

### Chansons de Serge Gainsbourg écrites pour France Gall
- N'écoute pas les idoles.
- Laisse tomber les filles (1964).
- Poupée de cire poupée de son (1965).
- Attends ou va-t'en (1965).
- Nous ne sommes pas des anges (1965).
- Baby Pop (1966).
- Les Sucettes (1966).
- Dents de lait dents de loup, duo interprété avec Serge Gainsbourg à la télévision le 11 janvier 1967, édité sur le DVD Gainsbourg 1958-1967 (1994)[3],[4].
- Néfertiti (1967).
- Bloody Jack (enregistrée le 2 juillet 1967). Chanson restée inédite jusqu'en 2003 (compilation SOS mesdemoiselles, volume 5 de la collection Pop à Paris, CD Universal Music 069 113-2), qui associe la musique de Teenie Weenie Boppie et le texte Bloody Jack, interprété ultérieurement sur une autre musique par Serge Gainsbourg (album Initials B.B., 1968), puis par Zizi Jeanmaire (45 tours Disc'AZ EP‑1199, 1968).
- Teenie Weenie Boppie (juillet 1967).
- Qui se souvient de Caryl Chessman ?, titre inédit, enregistré en 1967. Informations succinctes sur cet enregistrement : d'après Yves-Ferdinand Bouvier et Serge Vincendet, Gainsbourg chante tandis que France Gall fait les chœurs[5].
- Frankenstein (1972).
- Les Petits Ballons (1972).

### Conférence
- Conférence du 15 octobre 2011 de la BnF en partenariat avec Le Hall de la Chanson : Gainsbourg chez les yéyés ou J'irai t'chercher ma Lolita chez les yé-yé. Animée et chantée par Serge Hureau et Olivier Hussenet (versions vidéo et audio, 77 min).